# Red Orchestra 2: Heroes of Stalingrad
Red Orchestra 2: Heroes of Stalingrad is een first-person shooter ontwikkeld en uitgegeven door Tripwire Interactive. Het spel kwam uit op 13 september 2011, exclusief op de PC. Het spel speelt zich af in de Tweede Wereldoorlog, aan het Oostfront, en is een vervolg op de Unreal Tournament modificatie Red Orchestra: Ostfront 41-45.

## Gameplay
Red Orchestra 2 is een first-person shooter dat zich zo veel mogelijk neerlegt op realisme. Het spel maakt geen gebruik van de traditionele gebruikersomgeving. Zo is er geen HUD of patronenteller in beeld, waardoor de speler te allen tijde moet inzoomen om goed te kunnen richten, en zelf moet bijhouden hoeveel kogels al afgevuurd zijn alvorens het magazijn te verwisselen. Bij het verwisselen van het magazijn zal de speler afwegen of het magazijn zwaar (en dus vol of bijna vol) of licht (leeg of bijna leeg) van gewicht is. Het leven van een speler zal niet automatisch regenereren naarmate de tijd verstrijkt, maar niet fatale wonden moeten wel verbonden worden om het bloedverlies te beperken.

## Wapens
| Asmogendheden | Geallieerden |
| --- | --- |
| Pistolen: - Mauser C96 - Walther P38 Machinepistool: - MP-40 Geweren: - Gewehr 41 (+ telescoopvizier) - Mauser KAR98 (+ telescoopvizier) - PZB-784 (anti-tank) Machinegeweer: - MKB 42(H) Mitrailleur: - MG 34 LMG Handgranaat: - Model 24 Stielhandgranate | Pistolen: - Nagant M1895 - TT33 Tokarev Machinepistool: - PPSh-41 Geweren: - Tokarev SVT-40 (+ telescoopvizier) - Mosin-Nagant 9130 (+ telescoopvizier) - Tokarev AVT-40 - PTRS-41 (anti-tank) Mitrailleur: - Degtyarev DP-28 LMG Handgranaat: - RGD-33 |

## Muziek
De muziek werd gecomponeerd door Sam Hulick, die eerder de muziek voor de Mass Effect trilogie voor zijn rekening nam. Het spel heeft een dynamisch muziek systeem dat muziek afspeelt aan de hand van het strijdtoneel. De Sovjetse en Duitse zijdes hebben elk hun eigen nummers. Vlak na het spel werd er een soundtrack cd uitgebracht.
1. Storm Clouds over Stalingrad (3:12)
2. The Unstoppable Wehrmacht (3:16)
3. Steady We Must Stand (2:24)
4. Strength in Unity (2:17)
5. Taking Station No. 1 (2:03)
6. Not One Step Back (2:13)
7. The Story of a Soldier (2:09)
8. Devils in the Tower (1:59)
9. Red Fortress (2:15)
10. Reinforcing Pavlov's House (2:00)
11. Pursuit of Pavlov (2:09)
12. So Far from Home (2:25)
13. Impenetrable (2:29)
14. Zugzwang (2:00)
15. The Descent into Hell (2:00)
16. The Bitter End (2:26)
17. Victory at the Barrikady (2:03)
18. Across the Steppe (2:10)
19. Ghosts in the Snow (2:08)
20. Wave of Fury (2:01)
21. Red-Painted Steppe (1:48)
22. The Great Soviet Showpiece (2:17)
23. Defiant till the Very End (1:59)
24. Praying for Death (2:12)
25. The End of the Line (1:52)